# Distretto di Longjing
Il distretto di Longjing (龍井區S, Lóngjǐng QūP) è un distretto della municipalità di Taichung, situata a Taiwan.